# Raimund Faltz
Raimund Faltz (Stoccolma, 4 luglio 1658 – Berlino, 21 maggio 1703) è stato un orafo, intagliatore e miniatore svedese, specializzato come medaglista.

## Biografia
Faltz era il figlio dell'orafo Reymumd Faltz e di sua moglie Susanna Hartman. Avendo perso entrambi i genitori all'età di dieci anni, dovette badare a se stesso fin dalla tenera età. Apprese prima il mestiere di orafo a Stoccolma e poi si dedicò all'incisione su rame.
Si dedicò, nell'arco della sua carriera anche all'orificeria, alla modellazione in cera, all'intagliatura in avorio e alla miniatura.
In un viaggio che lo portò dal 1680 a Copenaghen, Amburgo, Lubecca, Augusta e Strasburgo, e infine a Parigi nel 1683, approfondì le sue conoscenze come incisore su rame. A Parigi, all'epoca sotto Luigi XIV di Francia, centro di notevole importanza per l'arte della medaglia (accanto a Stoccolma), completò la sua formazione artistica, apprendendo nuove tecniche di incisione a incavo con Charles-Jean-François Chéron.
Dal 1688 Faltz fu al servizio del Brandeburgo e nel 1690 fu medaglista di corte alla corte di Federico I di Prussia, per il quale Raimund Faltz creò una histoire métallique che potesse competere con le opere alle corti di Dresda e Parigi. Ha registrato la cerimonia di incoronazione del re di Prussia nel 1701 su medaglioni, così come gli edifici commissionati per l'emergente Berlino. «... una medaglia (è) il monumento più lungo e più grande di un principe ... e (può) durare finché ... come sarà il mondo ...», furono le sue parole quando cercò di ottenere un ordine nel Meclemburgo nel 1696.
Stabilitosi a Berlino, modellò lì una serie di medaglie di personaggi storici: Federico I e la moglie; Luigi XIV; L'elettore Giorgio Augusto di Hannover; Carlo XII di Svezia; ecc. Altri ritratti li incise su avorio e dipinse su miniature.
Raimund Faltz morì il 21 maggio 1703 all'età di 44 anni a Berlino. Ha lasciato in eredità i suoi modelli in cera al "suo" re Federico I di Svezia. Fu sepolto nella St. Petrikirche a Berlino. Lo scultore Balthasar Permoser fece per lui una tomba, che fu distrutta da un incendio nella chiesa già nel 1730.
Su richiesta del re, l'artista gotha Christian Wermuth doveva diventare un medaglista di corte prussiana, ma rifiutò.

## Opere
- Federico I e la moglie;
- Luigi XIV;
- L'elettore Giorgio Augusto di Hannover;
- Carlo XII di Svezia.